# Mark Morrison
Mark Morrison, född 3 maj 1972 i Hannover, Tyskland, är en brittisk R&B-sångare. Han är mest känd för sin hitlåt "Return of the Mack" från 1996. 

## Diskografi
Studioalbum
- 1997 – Return of the Mack
- 2006 – Innocent Man

EP
- 1997 – Only God Can Judge Me
- 2014 – I Am What I Am

Hitsinglar (topp 10 på UK Singles Chart)
- 1996 – "Return of the Mack" (#1)
- 1996 – "Crazy" (Remix) (#6)
- 1996 – "Trippin'" (#8)
- 1996 – "Horny" (#5)
- 1997 – "Moan & Groan" (#7)